# WaPo Duisburg
WaPo Duisburg ist eine deutsche Fernsehserie, die ab dem 11. Januar 2022 am Dienstagvorabend um 18:50 Uhr im Ersten erstausgestrahlt wurde. Sie wird vom WDR und Warner Bros. ITVP Deutschland produziert und wurde vom Autor Arne Ahrens entwickelt. Diese Serie ist nach WaPo Bodensee und WaPo Berlin die dritte aus dem Bereich der Wasserpolizei, gefolgt von WaPo Elbe.
Im Gegensatz zu den bis dahin bekanntesten TV-Krimi-Reihen, die in Duisburg spielen, wie Tatort / Schimanski oder Hafendetektiv, die eher die düsteren Seiten der Stadt zeigten und damit auch Ruhrgebiets-Klischees bedienten, zeigt WaPo Duisburg auch die andere Seite der Stadt und etwas von der örtlichen Stadtnatur anhand zahlreicher Aufnahmen der Wasser- und Seenlandschaft.

## Dreharbeiten und Ausstrahlung
Ab dem 5. Juli 2022 wurde die zweite Staffel gedreht und im Zeitraum zwischen dem 18. April und 6. Juni 2023 ausgestrahlt. Zwischen dem 21. Juni 2023 und dem 13. September 2023 wurde eine dritte Staffel mit acht neuen Episoden (17–24) gedreht, welche zusammen mit Staffel 4 (25–32) die seit Juni 2024 gedreht wurde, zwischen dem 11. Februar 2025 und 3. Juni ausgestrahlt wurde. Zum Staffelfinale der 4. Staffel, wurde eine Fortsetzung der Serie mit einer 5. Staffel bekannt gegeben, die Dreharbeiten sollen im Jahr 2026 in Duisburg und Umgebung stattfinden.

## Handlung
Gerhard Jäger wird von der Mordkommission zur Wasserschutzpolizei Duisburg versetzt. Gemeinsam mit seinen Kollegen, der ehemaligen Hochleistungsschwimmerin Arda Turan, Frank van Dijk, einem gebürtigen Niederländer, und Lena Preser, der Sekretärin, löst er die Fälle. Das Team wird von Maria Kruppka geführt und klärt Fälle von Drogenschmuggel, Totschlag, Diebstahl und Entführung auf – sehr zum Leidwesen des inkompetenten Kripobeamten Carsten Heinrich, dem die Versetzung Jägers zur „Entenpolizei“ sehr zugesagt hatte.

## Episodenliste
| Staffel | Episodenanzahl | Erstausstrahlung | Erstausstrahlung |
| Staffel | Episodenanzahl | Staffelpremiere  | Staffelfinale    |
| ------- | -------------- | ---------------- | ---------------- |
| 1       | 8              | 11. Januar 2022  | 1. März 2022     |
| 2       | 8              | 18. April 2023   | 6. Juni 2023     |
| 3       | 8              | 11. Februar 2025 | 1. April 2025    |
| 4       | 8              | 15. April 2025   | 3. Juni 2025     |

### Staffel 1
| Nr. (ges.) | Nr. (St.) | Originaltitel           | Erstausstrahlung D | Regie            | Drehbuch                       | Zuschauer | Marktanteil |
| ---------- | --------- | ----------------------- | ------------------ | ---------------- | ------------------------------ | --------- | ----------- |
| 1          | 1         | Sprung ins kalte Wasser | 11. Jan. 2022      | Matthias Koßmehl | Arne Ahrens                    | 2,72 Mio. | 10,9 %      |
| 2          | 2         | Verschwunden            | 18. Jan. 2022      | Matthias Koßmehl | Dirk Wellbrock, Arne Ahrens    | 2,63 Mio. | 10,0 %      |
| 3          | 3         | In der Falle            | 25. Jan. 2022      | Matthias Koßmehl | Arne Ahrens                    | 3,04 Mio. | 11,8 %      |
| 4          | 4         | Auf der Straße          | 1. Feb. 2022       | Matthias Koßmehl | Arne Ahrens                    | 2,40 Mio. | 9,6 %       |
| 5          | 5         | Juwelenräuber           | 8. Feb. 2022       | Christine Rogoll | Arne Ahrens, Andrea Frischholz | 2,64 Mio. | 10,7 %      |
| 6          | 6         | Helgas Alptraum         | 15. Feb. 2022      | Christine Rogoll | Arne Ahrens                    | 2,33 Mio. | 9,7 %       |
| 7          | 7         | Der tote Taucher        | 22. Feb. 2022      | Christine Rogoll | Arne Ahrens, Dirk Wellbrock    | 2,45 Mio. | 9,7 %       |
| 8          | 8         | Das dicke Ende          | 1. März 2022       | Christine Rogoll | Arne Ahrens                    | 2,50 Mio. | 10,1 %      |

### Staffel 2
| Nr. (ges.) | Nr. (St.) | Originaltitel      | Erstausstrahlung D | Regie            | Drehbuch      | Zuschauer | Marktanteil |
| ---------- | --------- | ------------------ | ------------------ | ---------------- | ------------- | --------- | ----------- |
| 9          | 1         | Die Kranführerin   | 18. Apr. 2023      | Matthias Koßmehl | Arne Ahrens   | 2,38 Mio. | 11,7 %      |
| 10         | 2         | Schöner Wohnen     | 25. Apr. 2023      | Matthias Koßmehl | Arne Ahrens   | 2,55 Mio. | 12,3 %      |
| 11         | 3         | Mord im Yachthafen | 2. Mai 2023        | Matthias Koßmehl | Arne Ahrens   | 2,37 Mio. | 11,9 %      |
| 12         | 4         | Der ewige Zweite   | 9. Mai 2023        | Matthias Koßmehl | Arne Ahrens   | 2,2 Mio.  | 11,7 %      |
| 13         | 5         | Angelausflug       | 16. Mai 2023       | Ozan Mermer      | Arne Ahrens   | 2,33 Mio. | 11,7 %      |
| 14         | 6         | Doping             | 23. Mai 2023       | Ozan Mermer      | Oliver Karan  | 2,20 Mio. | 11,3 %      |
| 15         | 7         | Flitterwochen      | 30. Mai 2023       | Ozan Mermer      | Isabell Polak | 1,89 Mio. | 10,7 %      |
| 16         | 8         | Treibgut           | 6. Juni 2023       | Ozan Mermer      | Arne Ahrens   | 1,85 Mio. | 10,8 %      |

### Staffel 3
Eine 3. Staffel mit weiteren 8 neuen Folgen wurde zwischen dem 21. Juni 2023 und 13. September 2023 in Duisburg und Umgebung gedreht und wird zusammen mit Staffel 4 ab dem 11. Februar 2025 ausgestrahlt.
| Nr. (ges.) | Nr. (St.) | Originaltitel              | Erstausstrahlung D | Regie                            | Drehbuch                  | Zuschauer | Marktanteil |
| ---------- | --------- | -------------------------- | ------------------ | -------------------------------- | ------------------------- | --------- | ----------- |
| 17         | 1         | Die letzte Reise           | 11. Feb. 2025      | Saskia Weisheit                  | Arne Ahrens               | 2,51 Mio. | 12,4 %      |
| 18         | 2         | Uhrenraub                  | 18. Feb. 2025      | Saskia Weisheit                  | Arne Ahrens, Oliver Karan | 2,48 Mio. | 12,1 %      |
| 19         | 3         | Super Urlaub               | 25. Feb. 2025      | Saskia Weisheit                  | Julia Drache              | 2,85 Mio. | 13,9 %      |
| 20         | 4         | Biersorbet                 | 4. März 2025       | Saskia Weisheit                  | Arne Ahrens               | 2,33 Mio. | 11,6 %      |
| 21         | 5         | Grüner Protest             | 11. März 2025      | Jurij Neumann                    | Julia Drache              |           | –           |
| 22         | 6         | Der schlafende Neptun      | 18. März 2025      | Matthias Kossmehl, Jurij Neumann | Arne Ahrens               | 2,49 Mio. | 12,7 %      |
| 23         | 7         | Abschied einer Jungesellin | 25. März 2025      | Jurij Neumann                    | Dirk Wellbrock            | 2,58 Mio. | 13,2 %      |
| 24         | 8         | Verdammt lang her          | 1. Apr. 2025       | Jurij Neumann                    | Arne Ahrens               | 2,64 Mio. | 14,5 %      |

### Staffel 4
Am 27. Juni 2024 kündigte die ARD die Produktion einer 4. Staffel mit weiteren 8 Folgen an, welche nach der Ausstrahlung der 3. Staffel 2025 ausgestrahlt werden sollen.
| Nr. (ges.) | Nr. (St.) | Originaltitel                 | Erstausstrahlung D | Regie           | Drehbuch       | Zuschauer | Marktanteil |
| ---------- | --------- | ----------------------------- | ------------------ | --------------- | -------------- | --------- | ----------- |
| 25         | 1         | Sensationsfund                | 15. Apr. 2025      | Saskia Weisheit | Arne Ahrens    | 2,50 Mio. | 14,2 %      |
| 26         | 2         | Die Postkarte                 | 22. Apr. 2025      | Saskia Weisheit | Arne Ahrens    | 2,34 Mio. | 12,9 %      |
| 27         | 3         | Unter Deck                    | 29. Apr. 2025      | Saskia Weisheit | Dirk Wellbrock | 1,92 Mio. | 12,6 %      |
| 28         | 4         | Klassenkampf                  | 6. Mai 2025        | Saskia Weisheit | Julia Drache   | 2,32 Mio. | 13,0 %      |
| 29         | 5         | Verhängnisvolle Vergangenheit | 13. Mai 2025       | Jurij Neumann   | Arne Ahrens    | 2,03 Mio. | 13,0 %      |
| 30         | 6         | Tödliche Neugier              | 20. Mai 2025       | Jurij Neumann   | Stefan Scheich | 2,24 Mio. | 14,4 %      |
| 31         | 7         | Spurlos verschwunden          | 27. Mai 2025       | Jurij Neumann   | Julia Drache   | 2,33 Mio. | 13,3 %      |
| 32         | 8         | Elektroschrott                | 3. Juni 2025       | Jurij Neumann   | Arne Ahrens    | 2,05 Mio. | 12,8 %      |